# Shinkansen série E2
Les Shinkansen série E2 (新幹線E2系電車, Shinkansen E2-kei densha) sont des rames automotrices électriques à grande vitesse appartenant à la JR East et exploitées depuis 1997 sur les lignes Shinkansen Hokuriku, Tōhoku et Jōetsu au Japon.

## Caractéristiques générales
Les Shinkansen série E2 sont des rames à un niveau comportant 8 ou 10 voitures toutes motrices, à l'exception des deux voitures d'extrémité. Elles ont été conçues pour circuler sur la ligne Shinkansen Nagano ouverte en 1997 et sont capables d'affronter des pentes à 30 ‰ sur plusieurs kilomètres. Leur vitesse commerciale maximum est de 275 km/h bien que les rames soient conçues pour rouler jusqu'à 315 km/h.

## Services et différentes versions

### Série E2 (rames N)
Ces rames de 8 voitures circulaient sur la ligne Shinkansen Nagano puis Hokuriku sur les services Asama entre Tokyo et Karuizawa ou Nagano jusqu'à leur retrait total en 2017. Elles étaient au nombre de 14 et numérotées de N1 à N13 et N21. Ces rames se distinguaient par leur livrée à bande rouge (cette bande est magenta sur les autres versions de Shinkansen E2).

### Série E2' (rames J)
Ces rames de 10 voitures circulaient sur la ligne Shinkansen Tōhoku sur les services Hayate entre Tokyo et Hachinohe, Yamabiko entre Tokyo et Sendai ou Morioka et Nasuno entre Tokyo et Kōriyama jusqu'en 2019. Elles étaient au nombre de 14 et numérotées de J2 à J15.

### Série E2-1000 (rames J50)
Ces rames de 10 voitures circulent sur la ligne Shinkansen Tōhoku sur les services Hayate, Yamabiko et Nasuno et sur la ligne Shinkansen Jōetsu sur les services Toki et Tanigawa. Elles ont bénéficié d’améliorations techniques par rapport aux autres versions de Shinkansen E2. Elles sont au nombre de 25 et sont numérotées de J51 à J75.

## Photos

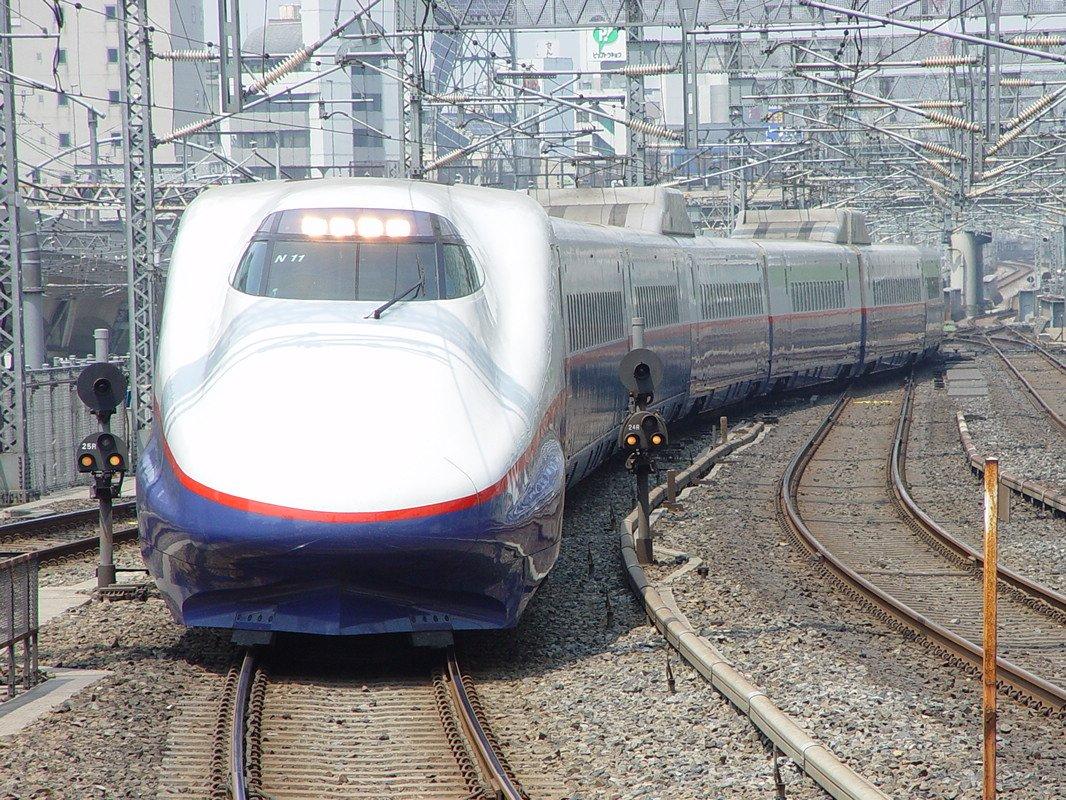
Shinkansen E2 (rame N11)
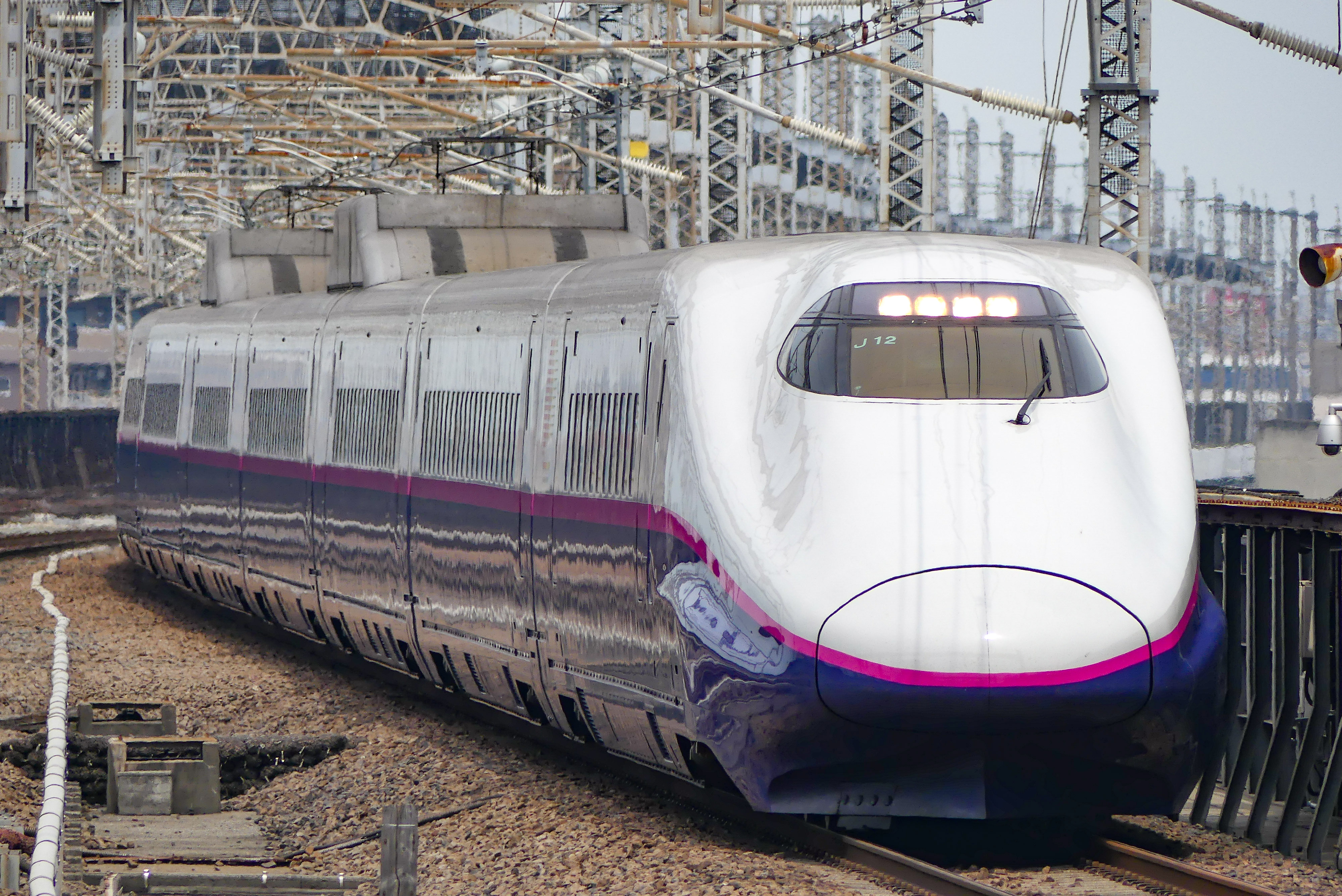
Shinkansen E2' (rame J12)
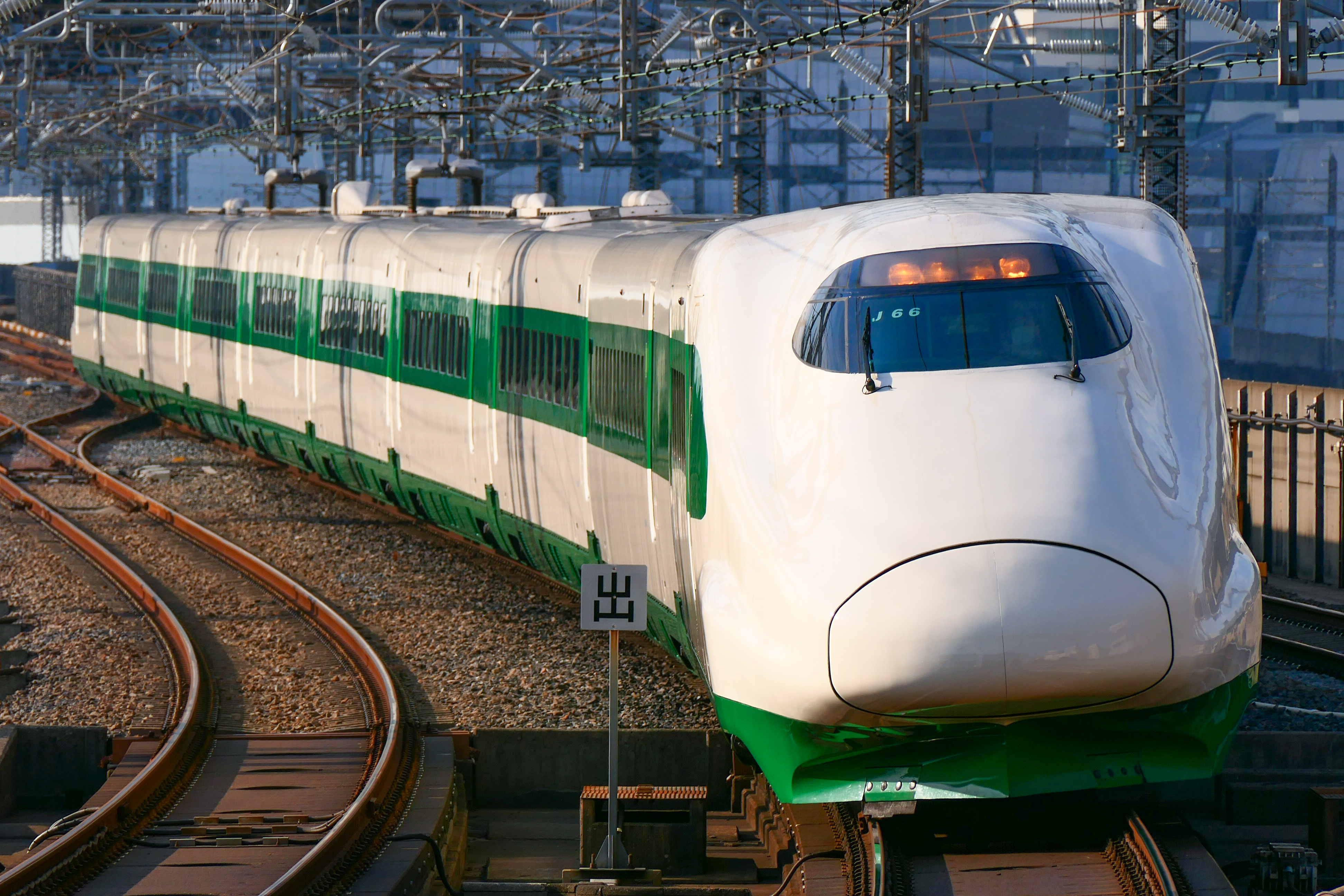
Shinkansen E2-1000 (rame J66)
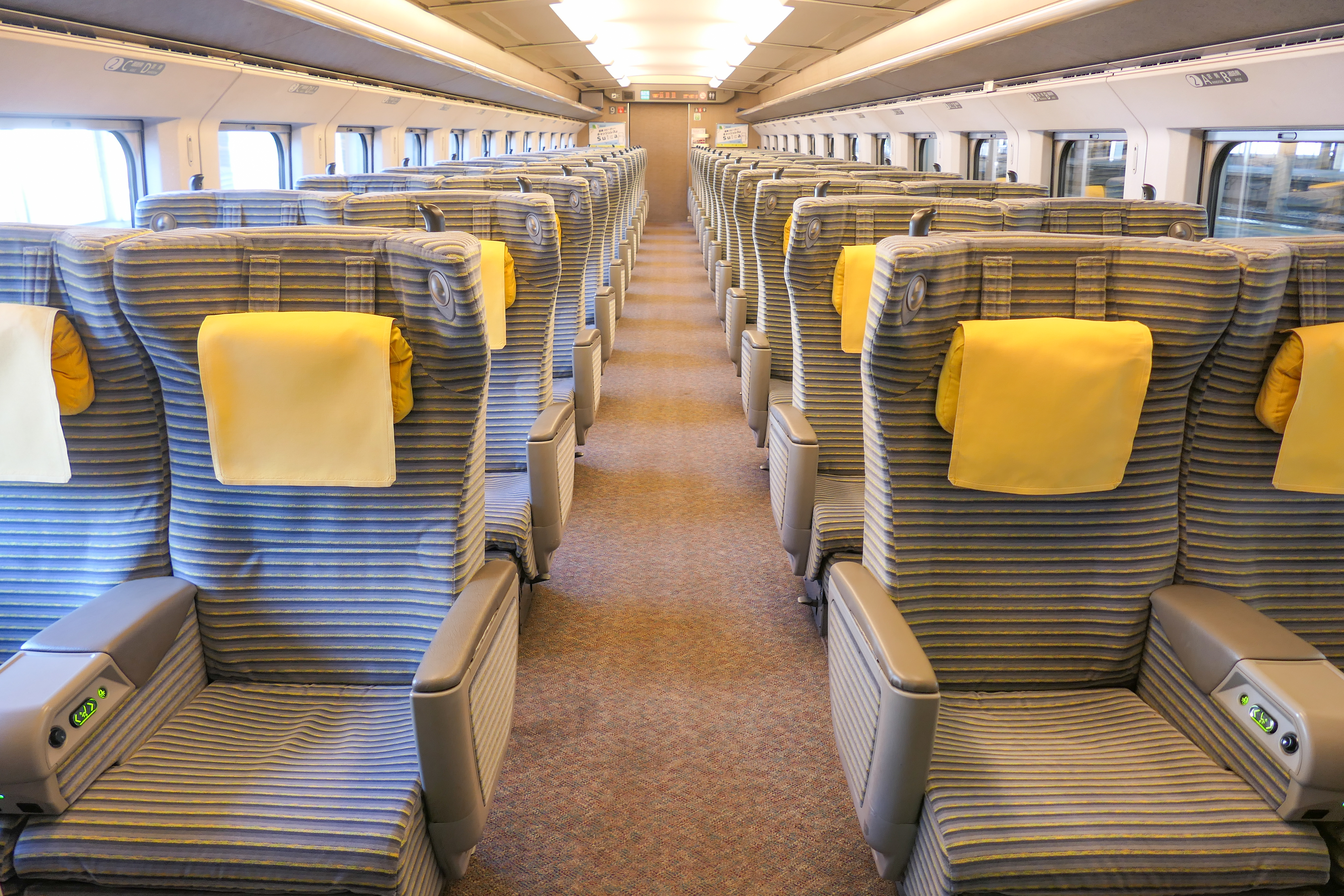
Intérieur de la Green car
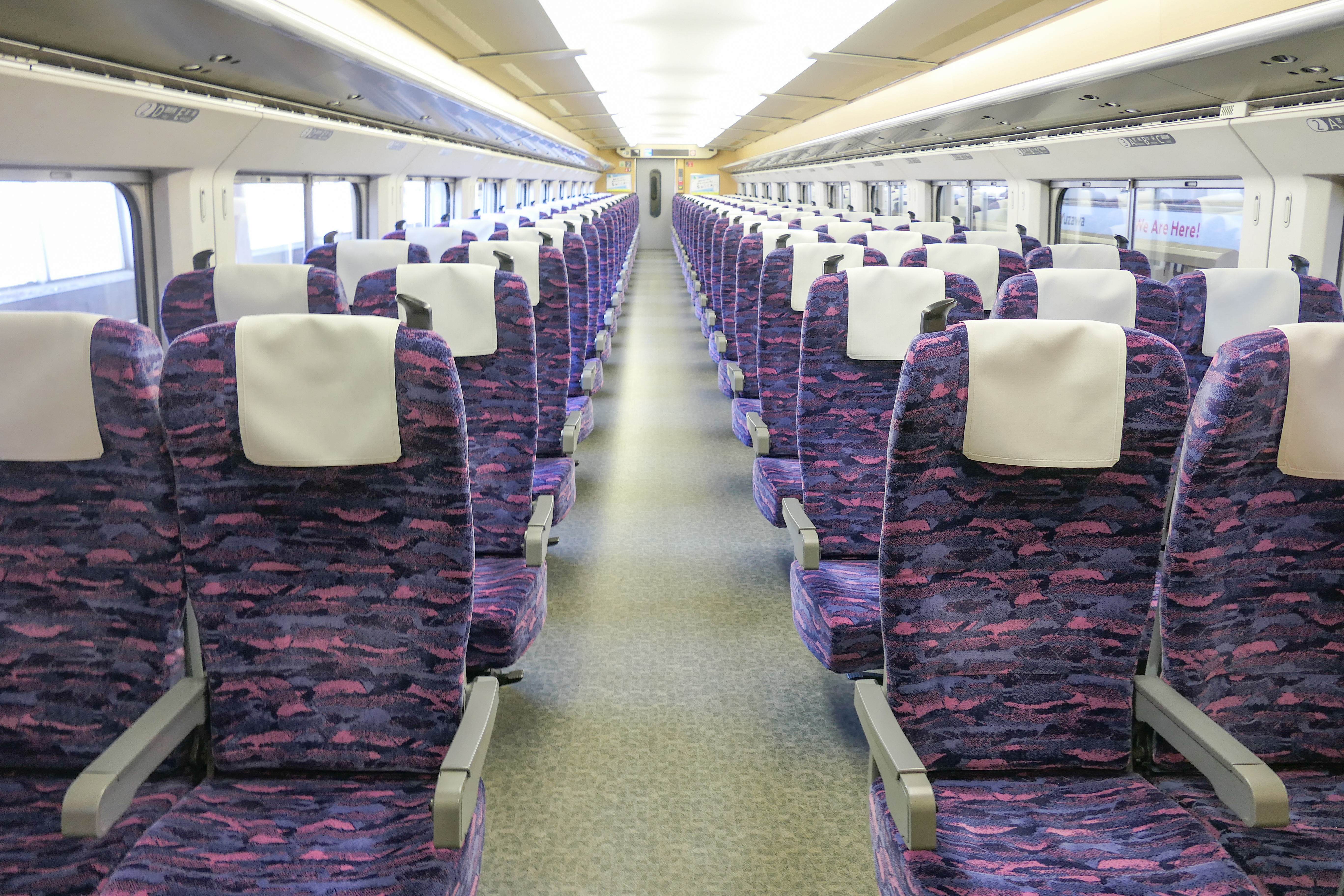
Intérieur de la classe standard